# Fred Montague
Fred Montague (Londra, 1864 – Los Angeles, 3 luglio 1919) è stato un attore inglese che lavorò negli Stati Uniti all'epoca del muto. Nella sua carriera cinematografica svoltasi negli anni dieci del Novecento, girò oltre sessanta film, firmando uno anche come sceneggiatore.

## Filmografia

### Attore
- The Wedding March - cortometraggio (1912)
- For the Love of Mike - cortometraggio (1912)
- From Rail Splitter to President, regia di Francis Ford - cortometraggio (1913)
- A Bride of Mystery, regia di Francis Ford - cortometraggio (1914)
- The Squaw Man, regia di Oscar Apfel e Cecil B. DeMille (1914)
- The Twins' Double. regia di Grace Cunard e Francis Ford - cortometraggio (1914)
- The Silent Messenger, regia di Charles Giblyn - cortometraggio (1914)
- Tommy's Tramp, regia di Robert Thornby - cortometraggio (1914)
- Brewster's Millions, regia di Oscar Apfel e Cecil B. DeMille (1914)
- The Master Mind, regia di Oscar Apfel e Cecil B. DeMille (1914)
- A False Move, regia di Robert T. Thornby - cortometraggio (1914)
- The Man on the Box, regia di Oscar Apfel e Cecil B. DeMille (1914)
- The Call of the North, regia di Oscar Apfel e Cecil B. DeMille (1914)
- Where the Trail Divides, regia di James Neill (1914)
- What's His Name, regia di Cecil B. DeMille (1914)
- Ready Money, regia di Oscar Apfel (1914)
- The Man from Home, regia di Cecil B. DeMille (1914)
- The Circus Man, regia di Oscar Apfel (1914)
- The Ghost Breaker, regia di Cecil B. DeMille e Oscar C. Apfel (1914)
- Cameo Kirby, regia di Oscar Apfel (1914)
- A Gentleman of Leisure, regia di George Melford (1915)
- Graft, regia di George Lessey, Richard Stanton - serial cinematografico (1915)
- The Bait, regia di William Bowman (1916)
- The Hidden Law (1916)
- The Leopard's Bride (1916)
- The Conscience of John David, regia di Crane Wilbur (1916)
- A Kaffir's Gratitude - cortometraggio (1916)
- Clouds in Sunshine Valley - cortometraggio (1916)
- The Lion's Nemesis - cortometraggio (1916)
- The Star of India, regia di Charles Swickard - cortometraggio (1916)
- A Siren of the Jungle, regia di Charles Swickard - cortometraggio (1916)
- The Good-for-Nothing Brat, regia di Charles Swickard - cortometraggio (1916)
- The Haunting Symphony, regia di Robert Broadwell - cortomtetraggio (1916)
- For Her Good Name, regia di Robert B. Broadwell - cortometraggio (1916)
- Destiny's Boomerang, regia di Charles Swickard - cortometraggio (1916)
- Barriers of Society, regia di Lloyd B. Carleton e Clarke Irvine (1916)
- The End of the Rainbow, regia di Jeanie Macpherson e Lynn Reynolds (1916)
- Circumstantial Guilt, regia di George Cochrane - cortometraggio (1916)
- The Lawyer's Secret, regia di George Cochrane - cortometraggio (1916)
- The Red Stain, regia di George Cochrane - cortometraggio (1917)
- God's Crucible, regia di Lynn F. Reynolds (1917)
- The Saintly Sinner, regia di Raymond Wells (1917)
- Good-for-Nothing Gallagher, regia di William V. Mong - cortometraggio (1917)
- The Gift Girl, regia di Rupert Julian (1917)
- The Clock, regia di William Worthington (1917)
- The Flame of Youth, regia di Elmer Clifton (1917)
- The Reed Case, regia di Allen Holubar - cortometraggio (1917)
- Jungle Treachery, regia di Rex Hodge, W.B. Pearson - cortometraggio (1917)
- A Dream of Egypt, regia di Marshall Stedman - cortometraggio (1917)
- The Pullman Mystery, regia di Charles Swickard - cortometraggio (1917)
- A Romany Rose, regia di Marshall Stedman - cortometraggio (1917)
- A Prince for a Day, regia di Marshall Stedman - cortometraggio (1917)
- Little Mariana's Triumph, regia di Marshall Stedman - cortometraggio (1917)
- The Winged Mystery, regia di Joseph De Grasse (1917)
- His Robe of Honor, regia di Rex Ingram (1918)
- The Fighting Grin, regia di Joseph De Grasse (1918)
- Fast Company, regia di Lynn Reynolds (1918)
- The Rough Lover, regia di Joseph De Grasse (1918)
- The Lure of the Circus, regia di J.P. McGowan - serial cinematografico (1918)
- The Ghost Girl, regia di Charles J. Wilson - cortometraggio (1919)
- The Best Man, regia di Thomas N. Heffron
- His Debt, regia di William Worthington (1919)
- All Wrong, regia di Raymond B. West e William Worthington (1919)
- A Western Wooing, regia di George Holt - cortometraggio (1919)

### Sceneggiatore
- The Return of Helen Redmond, regia di Thomas Ricketts - cortometraggio (1914)